# Локара (Верона)
Локара је насеље у Италији у округу Верона, региону Венето.
Према процени из 2011. у насељу је живело 1684 становника. Насеље се налази на надморској висини од 29 м.